# Chaussy (Val-d'Oise)
Chaussy è un comune francese di 658 abitanti situato nel dipartimento della Val-d'Oise, nella regione dell'Île-de-France.

## Società

### Evoluzione demografica
Abitanti censiti